# Henri Delvart
Henri Louis Benoit Delvart, né le 22 novembre 1893 à Bourecq (Pas-de-Calais) et décédé le 19 mai 1957 à Saint-Jean-d'Angély (Charente-Maritime), est un athlète français, spécialiste du 1 500 mètres. 

## Biographie
Natif du Pas-de-Calais, il émigre à Paris durant sa jeunesse. Mobilisé pendant la Première Guerre mondiale, il rejoint le 1er régiment de zouaves. Il est blessé au visage le 20 juin 1915 dans la tranchée de Calonne. 
Il remporte le 1 500 mètres des championnats de France d'athlétisme 1919. La même année, il est sélectionné pour représenter la France lors d'une rencontre athlétique contre la Belgique.

## Palmarès
| Date | Compétition                         | Lieu     | Résultat | Épreuve | Marque     |
| ---- | ----------------------------------- | -------- | -------- | ------- | ---------- |
| 1919 | Championnats de France d'athlétisme | Colombes | 1er      | 1 500 m | 4 min 10 s |